# Garciaz
Garciaz és un municipi de la província de Càceres, a la comunitat autònoma d'Extremadura (Espanya).

## Tradicions
Les festes i tradicions de Garciaz estan molt vinculades a l'activitat agropecuària, de manera que el cicle festiu del poble coincideix, en gran part, amb l'inici o final de les feines del camp o amb la mateixa activitat ramadera, com són les festes en voltant de les antigues fires de bestiar, inici de les collites, etc. Tal com succeeix en molts altres llocs, els rituals religiosos són també la base de moltes de les festes de Garciaz com l'adoració als patrons del municipi o fruit de ritus ancestrals. A continuació, seran reflectides aquelles celebracions que encara compten amb suficient entitat i que mereixen ser conegudes.
Matança Popular: En els últims anys està prenent força la celebració de la matança, la qual es realitza durant el mes de febrer o març a la plaça. Durant la jornada els assistents poden degustar molles, caldereta i rostit acompanyat de vi. També són rifados els lloms i els filets, mentre que unes xarangues amenitzen la jornada.
Carnestoltes: Se celebren cercaviles amenitzats per xarangues que recorren els principals carrers del poble i finalitza a la plaça per donar pas al concurs de disfresses, culmina el Dimecres de Cendra amb l'enterrament de la sardina. Antigament també eren celebrats els cinquens, amb curses de galls i cintes a La Cañá. Els cinquens de l'any passat i els del corrent s'ajuntaven a la plaça i pujaven a dalt del rotllo on instal·laven una bandera amb l'any de la cinquena brodat i dos clavells vermells creuats.
Setmana Santa: Comença el Divendres de Dolors, durant el qual es canta el Via Crucis, el Miserere i el Rosari, a continuació se celebrava una missa. El Diumenge de Rams són beneïts els rams d'olivera a la plaça. El Dijous Sant s'escenifica el lavatori i a la nit es desenvolupa la Processó del Silenci pel Natzarè i la Verge. El Divendres Sant al matí se celebren els Oficis i el Via Crucis, a la nit surten en processó el Sant Sepulcre i la Mare de Déu. Durant el Diumenge de Resurrecció se celebra el Rosari de l'Aurora. Al voltant del migdia es produeix la trobada entre el Ressuscitat i la Verge a la plaça mentre es realitzen diverses salves.
La Gira o Romeria: El dilluns de Pasqua els veïns de Garciaz van a celebrar la denominada Gira, Romeria o Dia del Bollo a la Devesa a menjar ia passar el dia, on se celebra una missa i després de la qual la jornada és amenitzada per xarangues.
La creu de maig: festa religiosa basada en la novena en honor del Crist de la Salut; actualment se celebra el primer diumenge de maig.
Sant Joan: la nit de Sant Joan a les 0:00 es realitza a la plaça del poble una foguera on tothom que ho desitgi s'escriu en un paper per a l'any següent i cremar els passats.
Santiago Apòstol: En l'actualitat són les festes grans de la localitat. Es desenvolupen entre els dies 23, 24 i 25 de juliol. Se celebren festejos taurins, campionats de diversa índole, revetlla, etc. Al matí de diumenge, a les 07:00, se celebra la vaqueta de l'aiguardent.
Festes de la Mare de Déu del Rosari: Se celebra el primer diumenge del mes d'octubre. Antigament era una de les festes més importants, celebrant capeas, etc. Durant l'alba es realitza el Rosari de l'Aurora i a la tarda surt en processó la Mare de Déu del Rosari. En els últims anys és tradició fer un dinar de germanor al recinte de la piscina municipal acompanyada de música, jocs, etc.
El Calbote: El Calbote es refereix a la castanya rostida però també es denomina amb aquest nom, una festa que se celebra el dia de Tots Sants (1 de novembre). Durant aquesta, és costum anar al camp per rostir castanyes, fer barbacoes entre amics i familiars, menjar figues seques, nous, truita de patates, etc. En Garciaz és habitual celebrar-lo en diversos llocs com en el Bailaero de les Bruixes, a la Devesa o en parcel·les particulars.

## Demografia
| 2001 | 2002 | 2003 | 2004 | 2005 | 2006 |
| ---- | ---- | ---- | ---- | ---- | ---- |
| 1019 | 979  | 942  | 926  | 923  | 902  |